# Veinge by
Veinge by är en bebyggelse och kyrkby i Veinge socken i Laholms kommun, Hallands län. Bebyggelsen avgränsades före 2015 till en småort och ingår sedan 2015 i tätorten Veinge.
Veinge kyrka ligger här.